# The Place Beyond the Winds

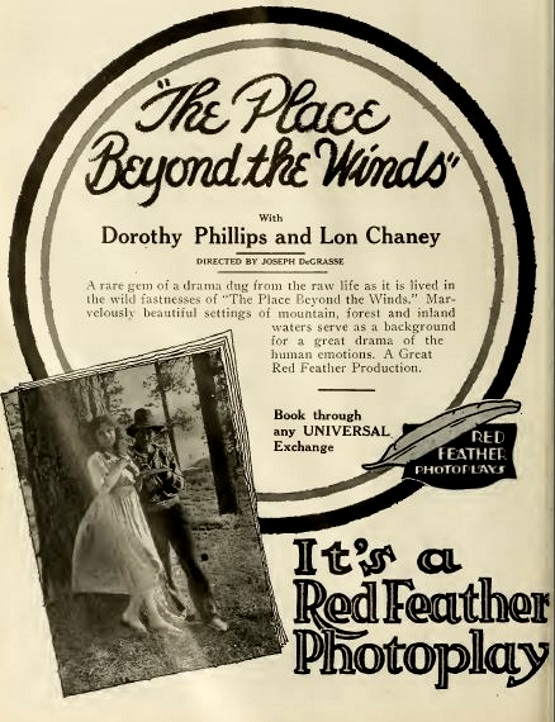
Affiche du film The Place Beyond the Winds.

The Place Beyond the Winds est un film muet américain réalisé par Joseph De Grasse et sorti en 1916.

## Fiche technique
- Réalisation : Joseph De Grasse
- Scénario : Ida May Park, d'après une histoire de Harriet T. Comstock
- Chef-opérateur : King D. Gray
- Pays de production :  États-Unis
- Date de sortie : 
  - États-Unis : 6 novembre 1916

## Distribution
- Dorothy Phillips : Priscilla Glenn
- Jack Mulhall : Dick Travers
- Lon Chaney : Jerry Jo
- Joseph De Grasse : Anton Farwell
- C. Norman Hammond : Nathan Glenn
- Alice May Youse : Mrs Glenn
- Grace Carlyle : Joan Moss
- Countess Du Cello : Mrs Traven
- William Powers : Docteur Leeydward